# نووایا اسلوبودکا (استان بلگورود)
نووایا اسلوبودکا (انگلیسی: Novaya Slobodka, Belgorod Oblast) یک شهرک در بخش کوروچانسکی استان بلگورود کشور روسیه است.